# Catonvièla
Catonvièla (en francès Catonvielle) és un municipi francès situat al departament del Gers i a la regió d'Occitània. Limita amb Sent Germer al nord, Ròcalaura Sent Aubin al nord-est, Rasengas al sud-est i Escòrnabueu a l'oest.

## Demografia
| 1962                                       | 1968 | 1975 | 1982 | 1990 | 1999 | 2006 |
| ------------------------------------------ | ---- | ---- | ---- | ---- | ---- | ---- |
| 80                                         | 73   | 73   | 74   | 73   | 62   | 82   |
| Des de 1962: població sense dobles comptes |      |      |      |      |      |      |

## Administració
| Període | Identitat   | Partit |
| ------- | ----------- | ------ |
| 2001-   | Max Lamothe |        |